# Música pop sueca
A Música pop sueca é um gênero musical produzido por cantores da Suécia, em língua sueca ou inglesa. A música pop sueca tem uma forte tradição de cantores conquistando paradas estadunidenses e britânicas há décadas. Alguns cantores da Finlândia, também produzem em língua sueca.
A música pop sueca engloba vários estilos musicais como: o pop, rock, o metal e o cenário da música eletrônica.

## Artistas
- ABBA
- Roxette
- Europe
- Veronica Maggio
- September
- The Cardigans
- Ace of Base
- Avicii
- Swedish House Mafia
- Zara Larsson